# 여수중앙여자고등학교
여수중앙여자고등학교(麗水中央女子高等學校)는 대한민국 전라남도 여수시 덕충동에 있는 사립 고등학교이다.

## 학교 연혁
- 1975년 7월 23일 : 학교법인 화곡학원 설립인가
- 1975년 7월 23일 : 여수중앙여자고등학교 설립인가
- 1976년 3월 6일 : 개교 및 입학식
- 1979년 1월 8일 : 제1회 졸업생 배출
- 1989년 10월 7일 : 우천수 이사장 취임
- 1994년 5월 30일 : 학교법인 천성학원 개칭
- 2021년 12월 1일 : 제12대 김용재 교장 취임
- 2025년 2월 7일 : 제47회 졸업생 177명 배출(졸업생 총수 17,755명)

## 참고 자료
- 여수중앙여자고등학교 - 한국교육학술정보원 학교알리미